# Mamah Borthwick
Martha "Mamah" Borthwick, född 19 juni 1869 i Boone i Iowa, död 15 augusti 1914 i Spring Green i Wisconsin, var en amerikansk bibliotekarie och översättare. Hon träffade Ellen Key i hennes hem och översatte en av hennes böcker. Borthwick är mest känd för sin relation med Frank Lloyd Wright, och hon bodde i arkitektens berömda hus Taliesin i Wisconsin. Det slutade dock i tragedi då hon mördades av en betjänt i huset.

## Biografi

### Tidiga år
Martha Borthwick var dotter till Marcus S. Borthwick, reparationsingenjör vid ett järnvägsbolag i Chicago och Almira A. Bowcock från Tennessee.
Borthwick studerade vid Universitetet i Michigan och blev bibliotekarie i Port Huron, Michigan. År 1899 gifte hon sig med Edwin Cheney, elektroingenjör, bosatt i Oak Park, Illinois. De fick två barn, John 1902 och Martha 1905.
Cheney anlitade sin granne arkitekten Wright för att bygga ett så kallat Präriehus åt familjen, vilket blev klart 1904. Borthwick och Wright var båda fritänkare och inledde en relation. 1909 begärde de skilsmässa på var sitt håll. När det inte accepterades flydde de från Illinois och sammanstrålade i Italien.

### Tid i Europa (1909–1911)

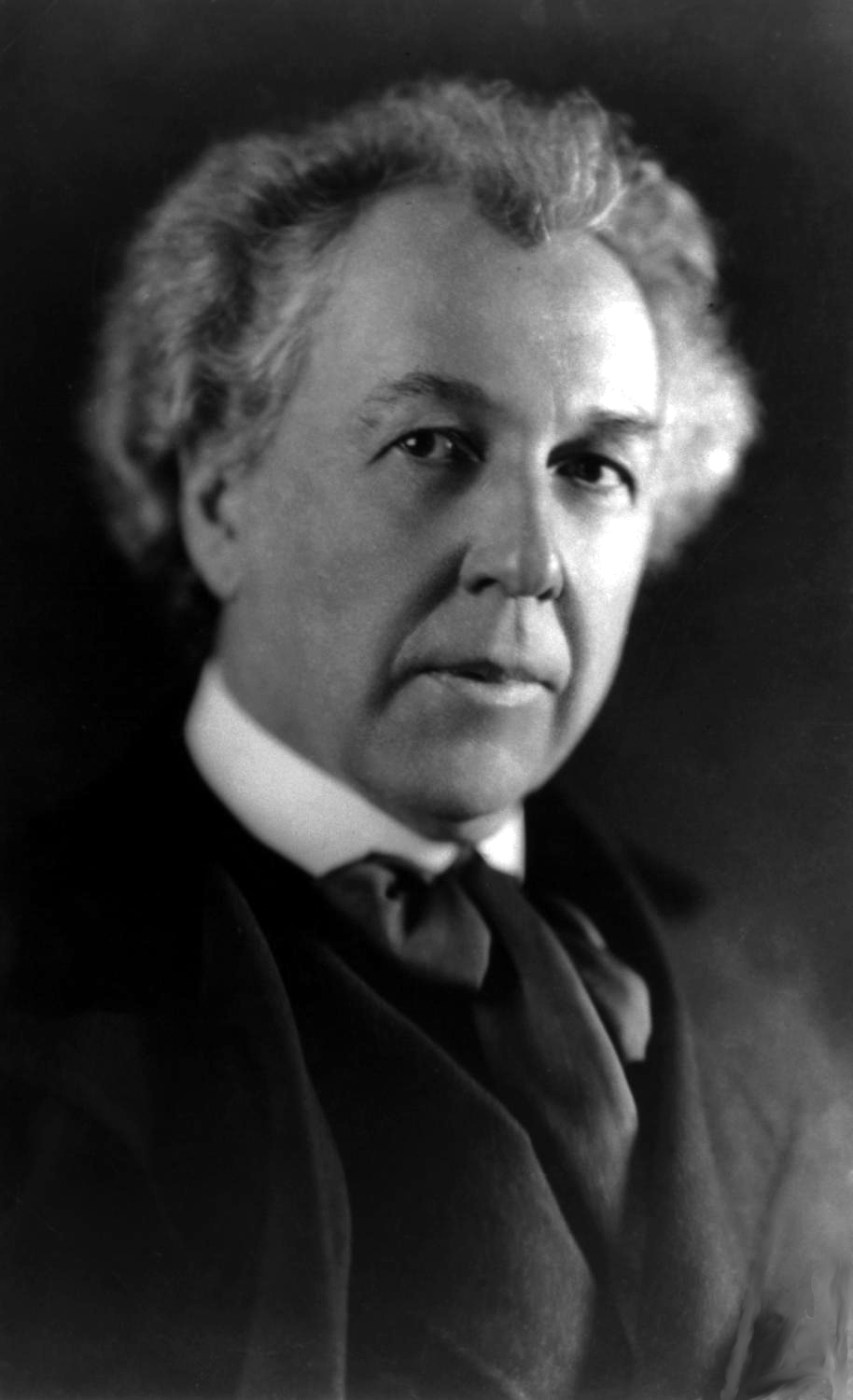
Frank Lloyd Wright LC-USZ62-36384

Paret anlände till Europa i slutet av 1909. De reste runt och studerade europeisk konst i Italien, Frankrike och den nya Wiener Sezession. I Berlin visade Wright upp ritningar och beskrivningar på sina arbeten och fick två utgåvor publicerade på ett tyskt förlag. Borthwick kunde tyska och skaffade sig en bostad Berlin. Wright bosatte sig i Florens och de reste till varandra.
Borthwick inledde en brevväxling med Ellen Key och erbjöd sig att introducera Key i USA. Det accepterades under förutsättning att Borthwick lärde sig svenska. Borthwick och Wright reste till Alvastra i juni 1910 och besökte Key i det nybyggda hemmet Strand.
Sommaren 1911 återvände paret till USA.

### Taliesin och senare år

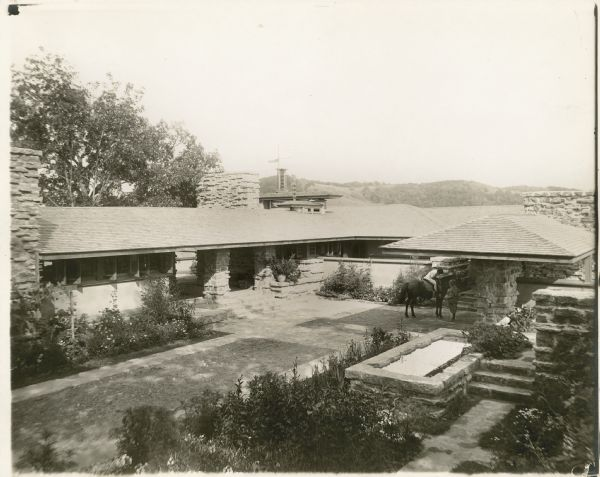
Taliesin och gården sommaren 1912, studion till vänster.

Wright återupptog sitt arkitektkontor i Oak Park, Illinois och planerade ett nytt hem på sin morbrors lantegendom i Spring Green i södra Wisconsin. Det blev klart 1912 och han döpte det till Taliesin. I detta låg Wrights samlade designprinciper avseende präriehus, med form och material från omkringliggande landskapet.
Borthwick begärde åter skilsmässa och hennes man Cheney accepterade under förutsättning att han fick vårdnaden över barnen. Borthwick och Wright flyttade in i Taliesin. Gården bestod av en ateljé och ett bostadshus omgivet av en stor trädgård.
Borthwick översatte en av Ellen Keys böcker: The morality of woman and other essays.

### Död
Den 15 augusti 1914 övervakade Wright konstruktionen av en nöjespark i Chicago, då han fick bud om att Taliesin brann. En betjänt, Julian Carlton från Barbados, hade satt eld på bostadshuset efter att ha dödat Borthwick och hennes två barn som var på besök. Fyra kollegor till Wright blev också offer. Carlton, som hade en psykisk störning, infångades i närheten av mordbranden. Han dog i fängelset, och ingen rättegång kunde fastställa motivet till dådet.